# Snorre Pedersen
Snorre Pedersen (ur. 3 lipca 1972 w Lillehammer) – norweski saneczkarz i skeletonista, olimpijczyk.

## Kariera
Karierę sportową rozpoczął od saneczkarstwa, zajmując między innymi ósme miejsce na mistrzostwach świata juniorów w Königssee w 1991 roku. Rok później wystąpił na igrzyskach olimpijskich w Albertville, gdzie w parze z Haraldem Rolfsenem zajął szesnaste miejsce w dwójkach. W drugiej połowie lat 90' zmienił dyscyplinę na skeleton; w 1999 roku zajął szesnaste miejsce na mistrzostwach świata w Altenbergu. Swoje jedyne podium w zawodach Pucharu Świata wywalczył 30 stycznia 2000 roku w Lillehammer, gdzie był drugi. W zawodach tych rozdzielił na podium Kanadyjczyka Jeffa Paina oraz Kristana Bromleya z Wielkiej Brytanii. W klasyfikacji generalnej sezonu 1999/2000 zajął ostateczne piąte miejsce. W 2002 roku wziął udział w igrzyskach olimpijskich w Salt Lake City, zajmując czternaste miejsce.
Jego żoną jest szwajcarska skeletonistka, Maya Pedersen-Bieri.